# 1002-ая ночь
«1002-я ночь» (другое название: «Как Шахрияр женился на Шехеразаде») — советский музыкальный фильм, снятый в 1964 году на киностудии «Таджикфильм» режиссёром Мукадасом Махмудовым по сценарию Тимура Зульфикарова и Георгия Юнгвальда-Хилькевича.
Премьера состоялась в марте 1965 года в Душанбе и 2 августа 1965 года в Москве. Фильм посмотрели 8,3 млн зрителей.

## Сюжет
Весёлый Тахир во время путешествия видит спящую красавицу Заррину в заколдованном замке и решает разбудить её. Однако для этого ему нужно найти талантливого человека, способного пробудить спящую красавицу. Тахир отправляется на поиски талантов в компании двух стражников, которые встретились с ним у дверей замка.
Во время своих приключений Тахир и его друзья сталкиваются с различными забавными ситуациями и недоразумениями. Они путешествуют через горы, долины и города, слушают песни, смотрят танцы и находят красоту и талант везде вокруг себя.
После всех приключений Тахир и его друзья возвращаются в замок, где спящая Заррина просыпается благодаря яркому таланту молодого танцора и принимает участие в концерте. Тахир же вновь отправляется в путь, чтобы продолжать искать красоту, таланты и счастье в мире.

## Роли исполняют
- Абдульхайр Касымов — стражник (главная роль)
- А. Рубаев — Тахир (главная роль)
- Борис Шлихтинг — стражник (главная роль)
- Анвар Тураев
- Сталина Азаматова — Заррина
- С. Бурханов — пастух
- Музаффар Бурханов
- Малика Сабирова

В фильме принимают участие солисты театра оперы и балета им. С. Айни, солисты Таджикской государственной филармонии и самодеятельных коллективов г. Душанбе

## Съёмочная группа
- Режиссёр: Мукадас Махмудов
- Сценаристы: Тимур Зульфикаров, Георгий Юнгвальд-Хилькевич
- Оператор: Генрих Навроцкий
- Художник: Н. Кирюхина

## Восприятие
Фильм был признан лучшим музыкальным фильмом.